# Костеневич, Альберт Григорьевич
Альберт Григорьевич Костеневич (1 июня 1937 года — 12 августа 2022 года, Санкт-Петербург) — советский и российский искусствовед, исследователь импрессионизма. Доктор искусствоведения, главный научный сотрудник Отдела западноевропейского искусства Государственного Эрмитажа, хранитель коллекции французской живописи от импрессионистов до Матисса и Пикассо.

## Деятельность
Работе в Эрмитаже он посвятил более 60 лет. Наибольших результатов Костеневич добился в сфере искусства Франции XIX‒XX веков. Также он изучал историю собирателей живописи Сергея Щукина и Ивана Морозова. За свою карьеру А. Г. Костеневич подготовил более 200 публикаций, среди которых — систематизированные каталоги «Неведомые шедевры. Французская живопись XIX—XX веков из частных собраний Германии», «Матисс в России», двухтомный каталог «Искусство Франции 1860—1950», монография об искусстве Жоржа Руо, книга «Боннар и художники группы Наби: коллекции музеев России», «Пабло Пикассо. Женевьева и другие», «Рауль Дюфи», «Эдуард Мане. „Олимпия“. Тема и вариации» и многие другие.